# Syrphoctonus robsonensis
Syrphoctonus robsonensis là một loài tò vò trong họ Ichneumonidae.